# کلیسای میاگائو
کلیسای میاگائو که به نام کلیسای سنت توماس ویلانووا نیز شناخته شده‌است، یک کلیسای کاتولیک رومی واقع در میاگائو، ایلویلو، فیلیپین می‌باشد. این کلیسا به همراه کلیسای سن آگوستین مانیل، کلیسای پائوای و کلیسای سانتا ماریا در ۱۱ دسامبر ۱۹۹۳ تحت عنوان مجموعه کلیساهای باروک فیلیپین در فهرست میراث جهانی یونسکو ثبت شد.

## تاریخچه
میاگائو در سال ۱۷۳۱ تحت حمایت سنت توماس از ویلانووا به کلیسا تبدیل شد. پیش از این این‌جا از سال ۱۵۸۰ تحت استفاده کشیشان بود. پدر فرناندو کامپورردوندو به عنوان اولین کشیش کلیسای شهر در سال ۱۷۳۴ خدمت کرد. هنگامی که در سال ۱۷۴۱ و ۱۷۵۴ شهر به صورت مکرر حملات را تجربه می‌کرد، شهر به مکانی امن تر نقل مکان کرد. در آنجا، یک کلیسای جدید در سال ۱۷۸۷ تحت نظارت فرانسیسکو گونزالس، کشیش کلیسا و دومینگو لیبو اسپانیایی ساخته شد. این بنا در بالاترین نقطه شهر ساخته شده بود تا از گزند مهاجمان به دور باشد. پس از ده سال، کلیسا در سال ۱۷۹۷ تکمیل شد. این کلیسا با دیوارهای ضخیم طراحی شده‌است تا به عنوان حفاظی در برابر مهاجمان باشد. در طی انقلاب در سال ۱۸۹۸ این کلیسا به شدت آسیب دید اما بعداً دوباره بازسازی و مرمت شد، آتش‌سوزی سال ۱۹۱۰، دومین جنگ جهانی و زمین لرزه در سال ۱۹۴۸ نیز به بنا آسیب‌هایی وارد کرد. کلیسای امروزی میاگائو سومین کلیسایی است که از زمان تأسیس آن در سال ۱۷۳۱ ساخته شده‌است. برای حفظ کلیسا، در سال ۱۹۶۰ مورد مرمت قرار گرفت. این کار در سال ۱۹۶۲ تکمیل شد و با فرمان شماره ۲۶۰ ریاست جمهوری این کشور به عنوان میراث ملی اعلام شده‌است.

## معماری
سبک معماری کلیسا تحت سبک معماری باروک قرار می‌گیرد. رنگ زرد اکر آن به دلیل موادی است که در ساخت کلیسا استفاده شده‌است: خشت، تخم مرغ، مرجان و سنگ آهک. ، فوندانسیون این کلیسا ۶ متر عمق دارد و دیوارهای سنگی عظیم با ضخامت ۱٫۵ متر آن را در بر می‌گیرند.

### نما
نمای کلیسای میاگائو از نقش‌های برجسته ای با تزئینات در وسط و دو برج ناقوس بزرگ در هر طرف تشکیل شده‌است. نقش برجسته آمیخته‌ای از سنت‌ها و عناصر محلی اسپانیایی، چینی، مسلمان بوده و محلی است که از ویژگی‌های منحصر به فرد نمای کلیسا است. قسمت برجسته ای از نما، درخت نارگیل است که به عنوان درخت زندگی و در مجاورت سنت کریستوفر به تصویر کشیده شده‌است. سنت کریستوفر لباس محلی و سنتی به تن دارد و عیسی را بر پشت خود حمل می‌کند. بقیه نقوش نما شامل زندگی روزمره مردم میاگائو در آن زمان بوده و شامل گیاهان بومی (مانند پاپایا، نارگیل و درخت خرما) و جانوران است. ،

بالای ورودی درب چوبی در مرکز نما درست در زیر تصویر سنت کریستوفر، یک تصویر حک شده از حامی شهر ، سنت توماس از ویلانوئوا قرار دارد. در هر طرف درب، تصاویر سنت هنری باواریا در سمت چپ و پاپ پیوس ششم قرار دارد. ، در بالای تصاویر سنت هنری و پاپ پیوس ششم نشان ملی آنها قرار دارد.

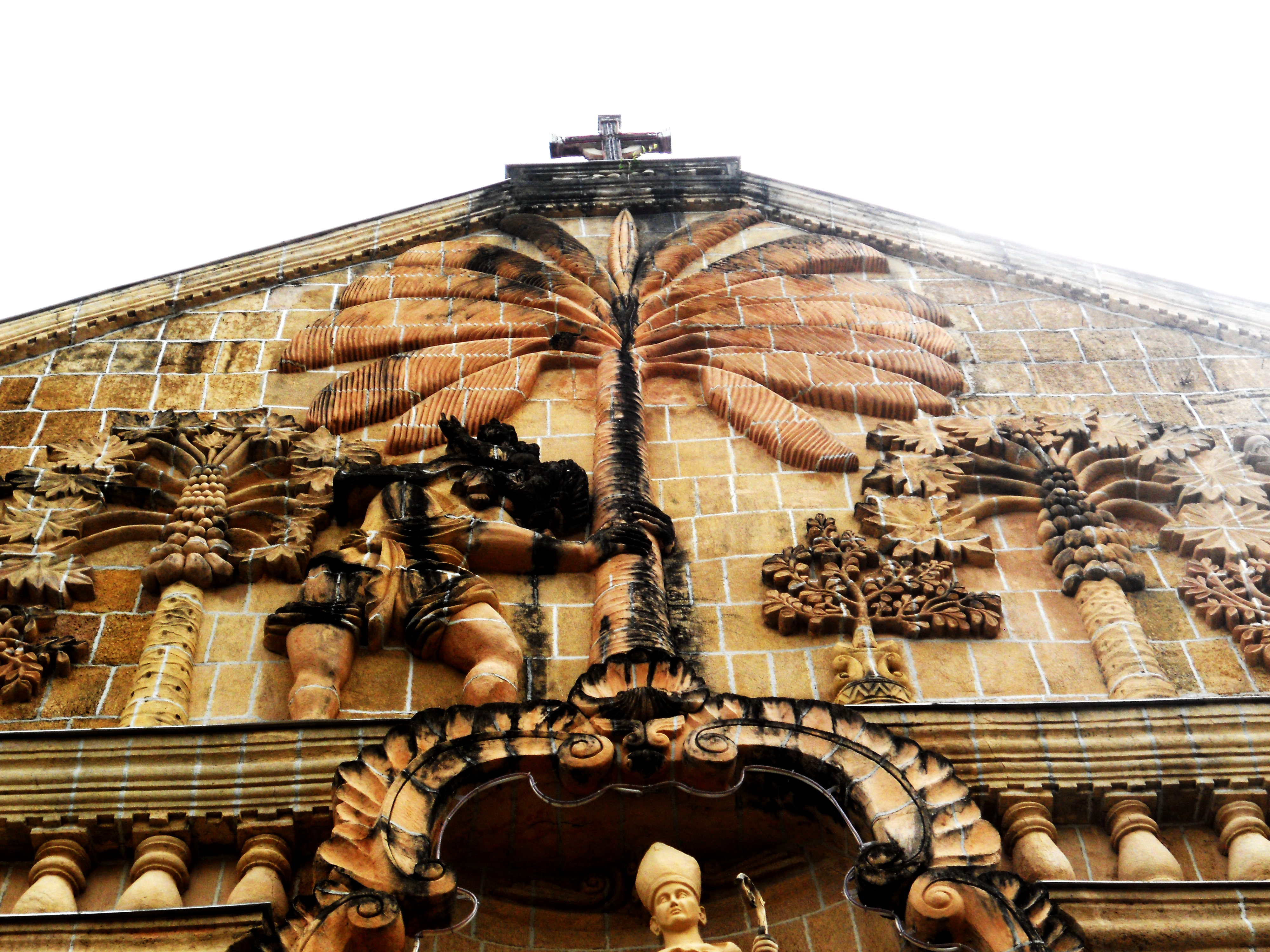
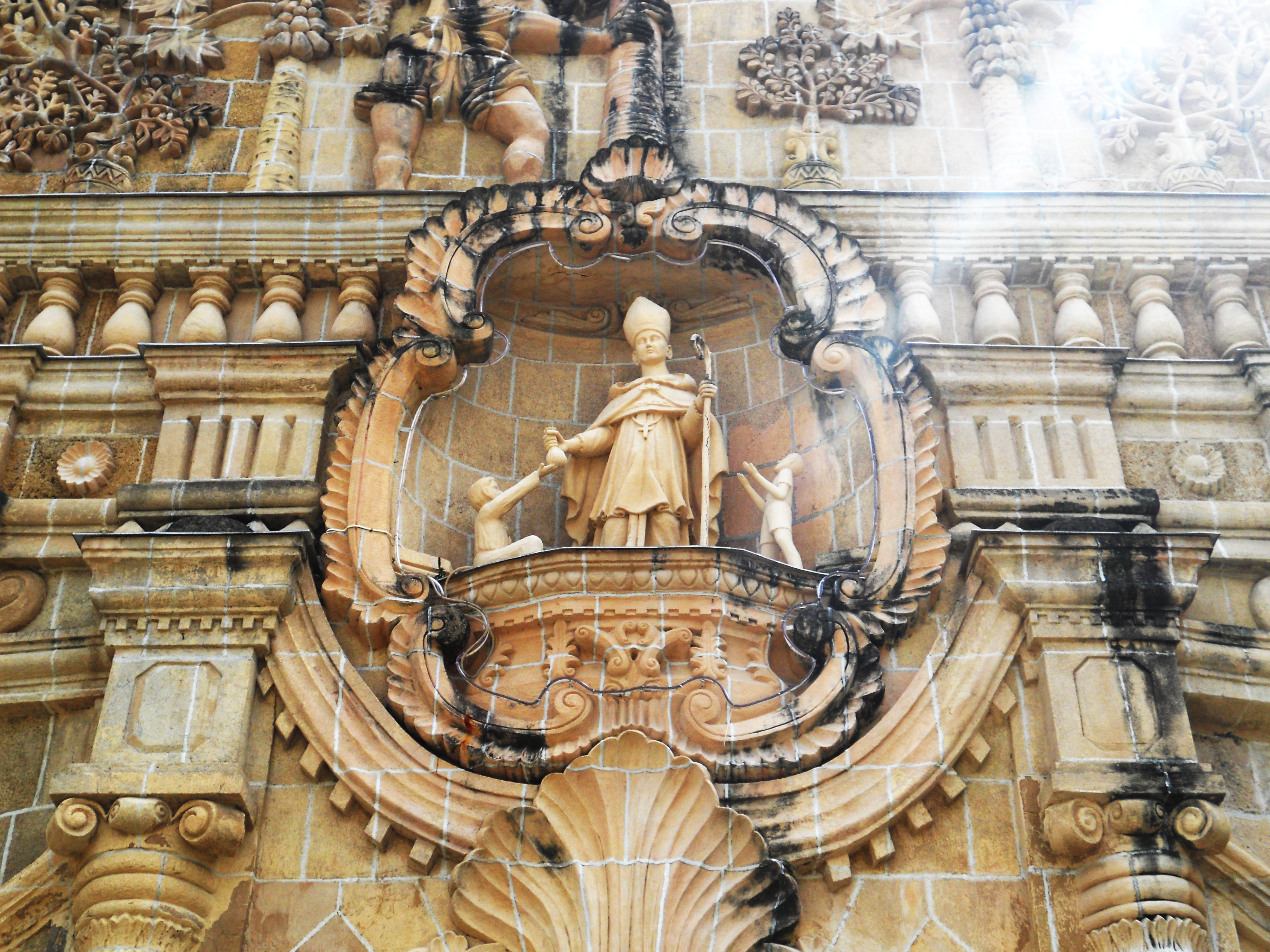
تصویری از سنت توماس ویلانوئوا
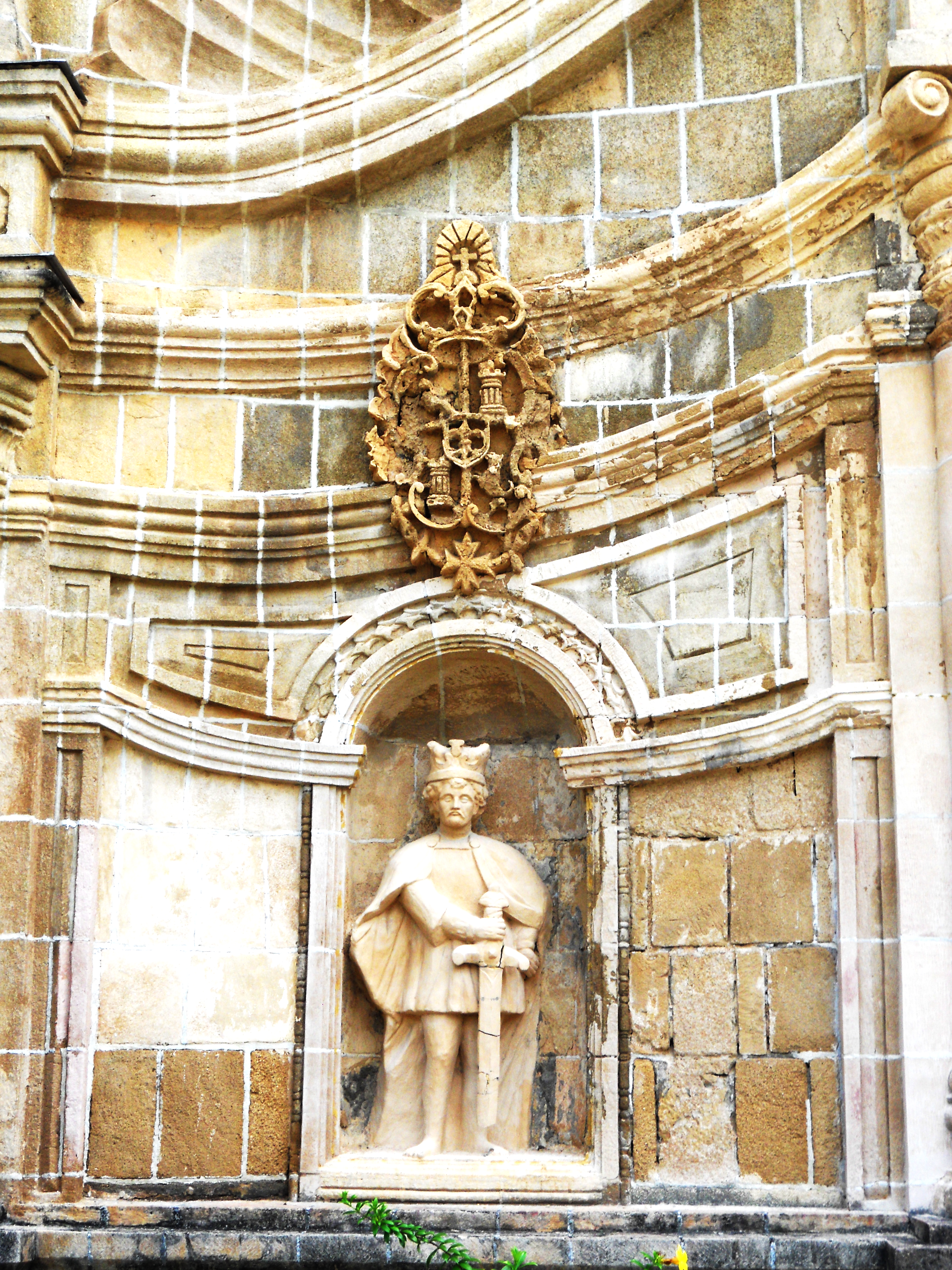
تصویری از سنت هنری باواریا
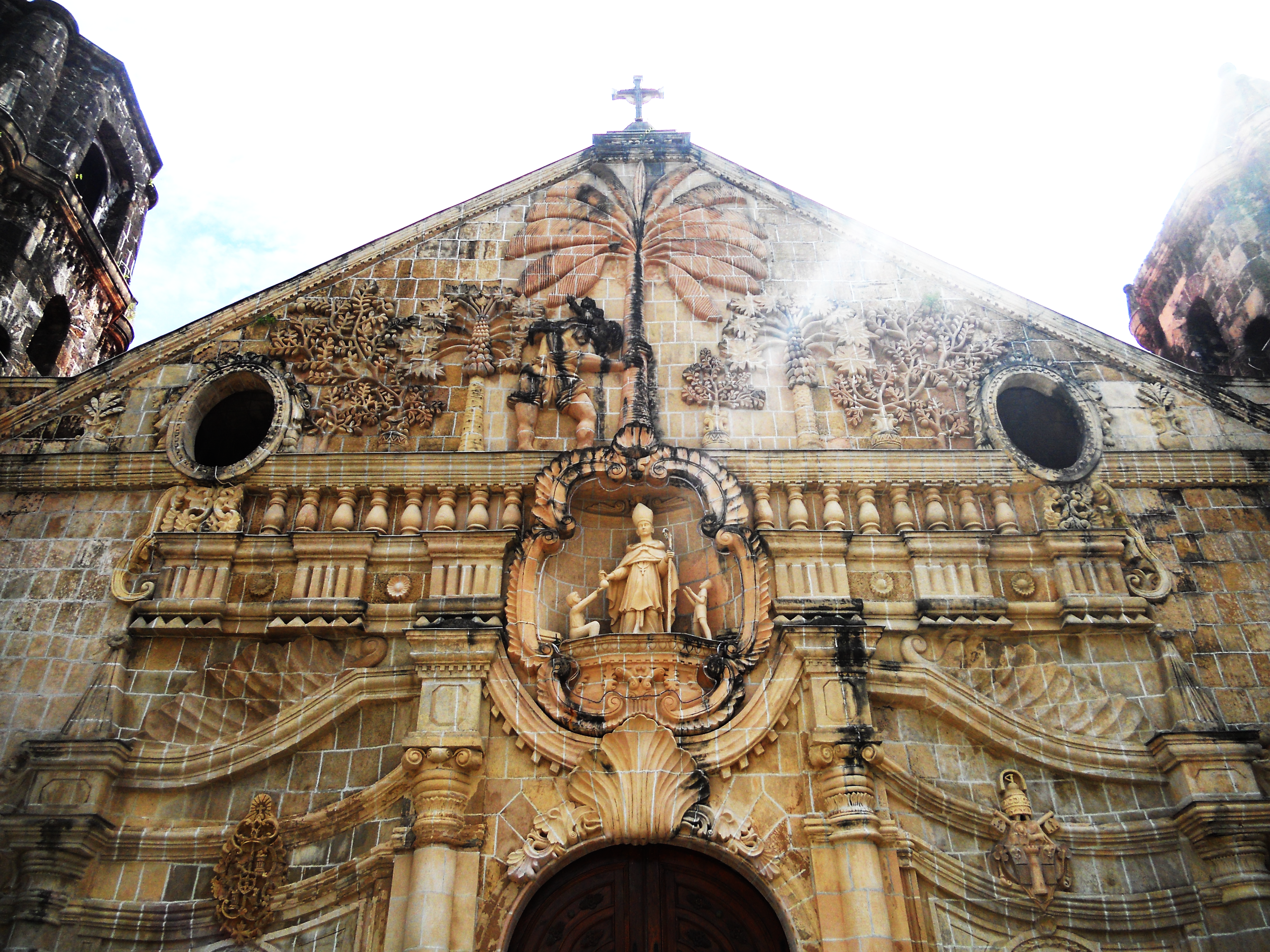
نمای کلیسای میاگائو

### برج ناقوس
دو برج ناقوس بزرگ نابرابر که مستقیماً به کلیسای اصلی متصل شده‌اند به عنوان برج دیده‌بانی برای دفاع از شهر در برابر حملات عمل می‌کردند. این برج‌ها به دلیل سفارش توسط دو کشیش مختلف، دو طرح متفاوت دارند. در سمت چپ، ناقوسخانه قدیمی تر، بلندترین ناقوس خانه غربی با چهار سکو قرار دارد. در ابتدا، ناقوسخانه شرقی فقط با دو سکو ساخته شده بود. در سال ۱۸۳۰ بود که پدر فرانسیسکو پرز تصمیم گرفت یک سکوی دیگر نیز به ناقوسخانه شرقی اضافه کند. تا به حال، ناقوس خانه شرقی (سه سکو) یک سکو کوتاه‌تر از ناقوس خانه غربی (چهار سکو) است.
تصاویر اصلی اواخر دهه ۱۷۹۰ از کلیسا را می‌توان در یک محفظه شیشه ای در قسمت عقب کلیسا مشاهده کرد.

## جایگاه مقدس کلیسا

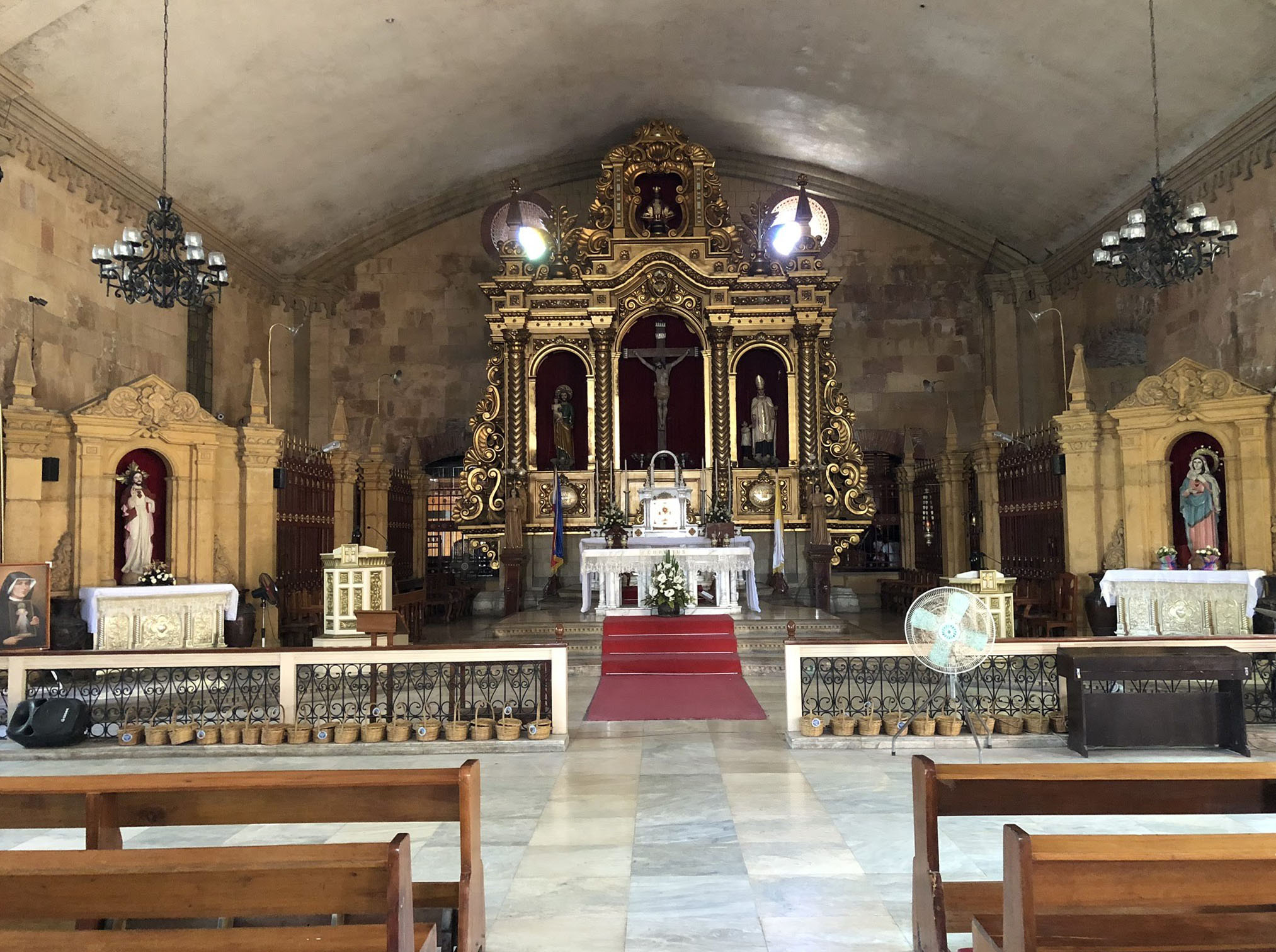
محراب کلیسای میاگائو

جایگاه مقدس کلیسا از یک محراب، پرستشگاه، تابلو و مکان عبادت در دو طرف آن تشکیل شده‌است. تابلو فرش‌های موجود در آن روکش طلا دارد و شامل مسیح در مرکز، مجسمه یوسف نجار در سمت چپ، مجسمه سنت توماس در سمت راست و مجسمه سنت نینو در بالا می‌باشد.